# Frazione continua
In matematica, una frazione continua è un'espressione quale
{\displaystyle x=a_{0}+{\cfrac {1}{a_{1}+{\cfrac {1}{a_{2}+{\cfrac {1}{a_{3}+\,\cdots }}}}}},}
dove a0 è un intero e tutti gli altri numeri an sono interi positivi detti "quozienti parziali". Espressioni più lunghe sono definite in modo analogo.
Se i numeratori possono differire dall'unità, l'espressione risultante viene chiamata frazione continua generalizzata. Per evitare confusioni una "frazione continua non generalizzata" viene anche chiamata "frazione continua semplice".

## Notazione per le frazioni continue
Poiché la scrittura estesa delle frazioni continue è poco pratica, vengono usate diverse notazioni per abbreviarla: se ad esempio i termini sono a0, a1, a2 e a3, la frazione continua viene denotata come
{\displaystyle [a_{0};a_{1},a_{2},a_{3}].}
È consuetudine sostituire la prima virgola con un punto e virgola. Altre rappresentazioni sono la notazione di Pringsheim:
{\displaystyle x=a_{0}+{\frac {1\mid }{\mid a_{1}}}+{\frac {1\mid }{\mid a_{2}}}+{\frac {1\mid }{\mid a_{3}}}}
oppure una notazione poco usata:
{\displaystyle x=a_{0}+{\frac {1}{a_{1}+}}{\frac {1}{a_{2}+}}{\frac {1}{a_{3}+}}.}

## Motivazione
Il concetto di frazione continua serve per soddisfare il bisogno di avere una rappresentazione "matematicamente pura" dei numeri reali. La più nota tra le rappresentazioni, naturalmente, è lo sviluppo decimale: in essa il numero π, per esempio, è rappresentato dalla sequenza di interi (3, 1, 4, 1, 5, 9, 2, ...). Si dice che la sequenza di interi {ai} rappresenta il numero reale r se
{\displaystyle r=\sum _{i=0}^{\infty }a_{i}10^{-i}}
ed ogni ai (eccetto eventualmente a0, che può essere qualsiasi intero) è un elemento dell'insieme {0, 1, 2, ..., 9}.
Questa rappresentazione soffre però di alcuni problemi, uno dei quali è la presenza della costante arbitraria 10 nella formula precedente. Il 10 è la base più usata del nostro sistema di numerazione, ma la scelta è arbitraria, in quanto altre basi sono comunque diffuse, per esempio la base 2 (binaria), la base 8 (ottale) o la base 16 (esadecimale). Un altro problema è che molti numeri semplici non possono essere rappresentati in modo finito con questo sistema. Per esempio, il numero 1/3 è rappresentato dalla sequenza infinita (0, 3, 3, 3, 3, ...).
Le frazioni continue sono una rappresentazione dei numeri reali che risolve il primo problema e semplifica il secondo. Consideriamo come si può descrivere un numero come 415/93, che fa all'incirca 4,4624. Ad una prima approssimazione, il risultato è circa 4. A questo numero, dobbiamo aggiungere ancora un po', circa 1/2. Ma il 2 del denominatore non è corretto, è un po' più di 2, circa 2 e 1/6; quindi 415/93 vale approssimativamente 4 + 1 /(2 + 1/6). Ma ancora, il 6 nel denominatore dell'ultima frazione non è corretto; il denominatore corretto è un po' più di sei, per la precisione 6 + 1/7. Quindi 415/93 è in realtà 4 + 1 /(2 + 1 /(6 + 1/7)). Questo valore è esatto, e può essere scritto con la notazione abbreviata [4; 2, 6, 7].
La rappresentazione dei numeri reali in termini di frazioni continue ha parecchie proprietà utili:
- La frazione continua di un numero è finita se e solo se il numero è razionale.
- La frazione continua dei numeri razionali "semplici" è breve.
- La frazione continua dei numeri irrazionali è unica.
- La frazione continua di un numero razionale è quasi unica: ci sono esattamente due frazioni continue per ogni numero razionale, che sono uguali, tranne per il fatto che una termina con...a, 1] e l'altra con...a+1].
- Troncando la frazione continua di un numero x si ottiene un'approssimazione razionale di x che in un certo senso è la "migliore possibile".

Quest'ultima proprietà è estremamente importante, e non è vera per la rappresentazione decimale convenzionale. Troncando la rappresentazione decimale di un numero si ottiene un'approssimazione razionale di quel numero, ma di solito non una buona approssimazione. Per esempio, troncando 1/7 = 0,142857... in vari posti decimali, si ottengono approssimazioni quali 142/1000, 14/100 ed 1/10. Ma chiaramente l'approssimazione migliore è "1/7" stesso. Troncando la rappresentazione decimale di π si ottengono approssimazioni quali 31415/10000 e 314/100. La rappresentazione sotto forma di frazione continua di π comincia con [3; 7, 15, 1, 292, ...]. Troncando questa rappresentazione si ottengono le eccellenti approssimazioni razionali di π 3, 22/7, 333/106, 355/113, 103993/33102, ... I denominatori di 314/100 e 333/106 sono quasi gli stessi, ma l'errore nell'approssimazione 314/100 è diciannove volte più grande dell'errore in 333/106. Come approssimazione di π [3; 7, 15, 1] è più accurato di una parte per milione.

## Calcolo della rappresentazione delle frazioni continue
Il calcolo della frazione continua di un numero reale consiste nella ripetizione di due operazioni: prendere la parte intera di un numero e prendere il reciproco della sua parte frazionaria.
Ossia, dato un numero reale {\displaystyle r}, dette {\displaystyle i} la sua parte intera e {\displaystyle f} la sua parte frazionaria, si ha
{\displaystyle r=i+f=i+{\frac {1}{\frac {1}{f}}}.}
Ora {\displaystyle 1/f} è un numero maggiore di 1, e quindi si può prendere la sua parte intera, e calcolare successivamente gli altri coefficienti. Se in un qualunque momento {\displaystyle f} è 0, l'algoritmo si ferma: questo avviene se e solo se {\displaystyle r} è razionale.
| Esempio: ricerca della frazione continua di 3,245 | Esempio: ricerca della frazione continua di 3,245                                                                             | Esempio: ricerca della frazione continua di 3,245                             |
| ------------------------------------------------- | --- | ----------------------------------------------------------------------------- |
| {\displaystyle \mathbf {3} }                      | {\displaystyle 3,245-3=0,245}                                                                                                 | {\displaystyle 1/0,245=4,{\overline {0816326530612244897959183673469387755}}} |
| {\displaystyle \mathbf {4} }                      | {\displaystyle 4,{\overline {0816326530612244897959183673469387755}}-4=0,{\overline {0816326530612244897959183673469387755}}} | {\displaystyle 1/0,{\overline {0816326530612244897959183673469387755}}=12,25} |
| {\displaystyle \mathbf {1} 2}                     | {\displaystyle 12,25-12=0,25}                                                                                                 | {\displaystyle 1/0,25=4}                                                      |
| {\displaystyle \mathbf {4} }                      | {\displaystyle 4-4=0} | FINE                                                                          |

La frazione continua per 3,245 è [3; 4, 12, 4]:
{\displaystyle 3,245=3+{\cfrac {1}{4+{\cfrac {1}{12+{\cfrac {1}{4}}}}}}.}
Questo algoritmo è adatto per i numeri reali, ma può condurre a disastri numerici se implementato con numeri a virgola mobile (floating point), in quanto piccoli errori nella parte frazionaria possono creare, attraverso l'inversione, grandi differenze nel termine successivo. Invece, ogni numero floating point deve essere convertito in numero razionale (il denominatore è una potenza di due sui computer moderni), da cui una variante dell'algoritmo euclideo può essere usato per avere un risultato corretto.

## Frazioni continue finite e infinite, convergenze
Ogni frazione continua finita è un numero razionale, e ognuno di essi può essere rappresentato mediante una frazione continua finita: la prima affermazione è ovvia (semplificando la frazione continua si ottengono sempre numeri razionali), mentre la seconda deriva dall'applicazione dell'algoritmo euclideo. Questo permette anche di stabilire che ogni numero razionale ha precisamente due rappresentazioni in frazione continua, che differiscono solo per l'ultimo termine. Si ha infatti
{\displaystyle [a_{0};a_{1},a_{2},a_{3},\,\ldots ,a_{n},1]=[a_{0};a_{1},a_{2},a_{3},\,\ldots ,a_{n}+1].}
Ad esempio, {\displaystyle [2;3,1]=[2;4]=9/4=2,25.}
Se invece il numero è irrazionale, la rappresentazione in frazione continua è infinita e unica; viceversa, ogni frazione continua infinita rappresenta un numero irrazionale. Il modo rigoroso per trattare questa situazione è considerare il limite delle frazioni continue troncate, che prendono il nome di convergenze o convergenti: queste sono alternativamente più grandi e più piccole del numero originario, e la loro successione tende ad esso.
Ad esempio, per una frazione continua {\displaystyle [a_{0};a_{1},a_{2},\ldots ]}, le prime quattro convergenze (numerate da 0 a 3) sono:
{\displaystyle {\frac {a_{0}}{1}},\qquad {\frac {a_{0}a_{1}+1}{a_{1}}},\qquad {\frac {a_{2}(a_{0}a_{1}+1)+a_{0}}{a_{2}a_{1}+1}},\qquad {\frac {a_{3}(a_{2}(a_{0}a_{1}+1)+a_{0})+(a_{0}a_{1}+1)}{a_{3}(a_{2}a_{1}+1)+a_{1}}}.}
A parole, il numeratore della terza convergenza è formato dal prodotto del numeratore della seconda convergenza con il terzo quoziente, aggiungendo il numeratore della prima convergenza. I denominatori si trovano in modo simile. In modo ricorsivo, posti {\displaystyle h_{1},h_{2},\ldots } i numeratori e 
{\displaystyle k_{1},k_{2},\ldots } i denominatori, si ha
{\displaystyle h_{n}=a_{n}h_{n-1}+h_{n-2},\qquad k_{n}=a_{n}k_{n-1}+k_{n-2}.}
e quindi le convergenze possono essere espresse attraverso la formula
{\displaystyle {\frac {h_{n}}{k_{n}}}={\frac {a_{n}h_{n-1}+h_{n-2}}{a_{n}k_{n-1}+k_{n-2}}},}
dove i termini iniziali sono:
{\displaystyle h_{-1}=0,\quad h_{0}=1,}
{\displaystyle k_{-1}=1,\quad k_{0}=0.}
Questo implica che, per ogni {\displaystyle x\in \mathbb {R} } positivo,
{\displaystyle \left[a_{0};a_{1},\,\dots ,a_{n-1},x\right]={\frac {xh_{n-1}+h_{n-2}}{xk_{n-1}+k_{n-2}}}.}
Un'importante proprietà lega i numeratori e i denominatori di due convergenze consecutive: si ha infatti
{\displaystyle k_{n}h_{n-1}-k_{n-1}h_{n}=(-1)^{n}.}
Questo implica che ogni convergenza è ridotta ai minimi termini (perché se hn e kn avessero un divisore comune questo dovrebbe dividere anche {\displaystyle k_{n}h_{n-1}-k_{n-1}h_{n}}, cioè 1, che è impossibile); inoltre permette di riscrivere la frazione continua come una serie a segni alterni:
{\displaystyle a_{0}+\sum _{n=0}^{\infty }{\frac {(-1)^{n}}{k_{n+1}k_{n}}}}
Le convergenze si avvicinano l'una all'altra: ossia se xn è l'n-esima convergenza, e r < s < t, allora
{\displaystyle |x_{s}-x_{t}|<|x_{r}-x_{t}|.}

## Approssimazioni razionali
La migliore approssimazione razionale a un numero reale x è un numero razionale n⁄d, d > 0, che ha la caratteristica di essere più prossimo a x di qualunque altra approssimazione con un denominatore più piccolo. La frazione continua semplice per x genera tutte le migliori approssimazioni per x in accordo a queste 3 regole:
1. si tronchi la frazione continua, e possibilmente si diminuisca il suo ultimo termine.
2. Il termine decrementato non può avere meno della metà del valore iniziale.
3. se il termine finale è pari, una regola speciale decide se la metà del suo valore è ammissibile: quando {\displaystyle a_{k}} è pari, il termine dimezzato {\displaystyle {\frac {a_{k}}{2}}} è ammissibile se e solo se {\displaystyle |x-[a_{0};a_{1},a_{2},\,\cdots \,a_{k-1}]|>|x-[a_{0};a_{1},a_{2},\,\cdots \,a_{k-1},{\frac {a_{k}}{2}}]|.}[1]

Per esempio, 0,84375 ha come frazione continua [0;1,5,2,2]. Sotto vi sono tutte le migliori approssimazioni razionali.
| [0;1] | [0;1,3] | [0;1,4] | [0;1,5] | [0;1,5,2] | [0;1,5,2,1] | [0;1,5,2,2] |
| 1     | ³⁄4     | 4⁄5     | 5⁄6     | 11⁄13     | 16⁄19       | 27⁄32       |
È possibile anche stimare quanto le convergenze siano vicine al numero originario: si ha infatti
{\displaystyle {\frac {1}{k_{n}(k_{n+1}+k_{n})}}<\left|x-{\frac {h_{n}}{k_{n}}}\right|<{\frac {1}{k_{n}k_{n+1}}}<{\frac {1}{k_{n}^{2}}}.}
Questa proprietà (che include la monotonia dei denominatori) permette di creare algoritmi in cui la bontà dell'approssimazione è fissata dall'inizio.

## Sviluppi infiniti

### Sviluppi periodici
Joseph-Louis Lagrange nel 1770 dimostrò che un numero irrazionale ha uno sviluppo in frazione continua periodico se e solo se è un irrazionale quadratico, ossia se è la soluzione di un'equazione polinomiale di secondo grado a coefficienti razionali. La frazione continua è inoltre puramente periodica (ovvero periodica fin dall'inizio) se e solo se il suo coniugato algebrico è compreso tra -1 e 0.
Le frazioni continue delle radici quadrate degli interi liberi da quadrati hanno una forma particolare: si ha infatti
{\displaystyle {\sqrt {n}}=q_{0};{\overline {q_{1},q_{2},\cdots ,q_{2},q_{1},2q_{0}}}}
(la barra superiore indica il periodo); può essere o meno presente un termine centrale.

### Proprietà "tipiche"
Sebbene qualsiasi successione di interi positivi sia lo sviluppo in frazione continua di un numero, esistono alcune proprietà che valgono per quasi tutti i numeri reali, cioè le cui eccezioni formano un insieme di misura nulla; queste implicano che i coefficienti, pur non rimanendo piccoli, non possono neppure essere molto grandi troppo frequentemente.
Più di dettaglio, se f(n) è una funzione a valori interi tale che f(n) > 1 per ogni n e 
{\displaystyle \sum _{n=1}^{\infty }{\frac {1}{f(n)}}=\infty ,}
allora l'insieme di numeri reali tali che an < f(n) per ogni n (dove an è l'n-esimo termine della frazione continua) è di misura nulla. Come caso particolare, questo implica che i numeri i cui quozienti parziali sono limitati formano un insieme di misura nulla (basta prendere f(n) = N, e poi prendere l'unione su tutti gli N, che sono una quantità numerabile).
Sul lato opposto, il primo lemma di Borel-Cantelli può essere usato per dimostrare che, se f(n) > 1 per ogni n e
{\displaystyle \sum _{n=1}^{\infty }{\frac {1}{f(n)}}<\infty ,}
allora l'insieme dei numeri tali che an > f(n) infinitamente spesso ha misura nulla.
Un'altra proprietà interessante è relativa alla media geometrica dei quozienti parziali: per quasi tutti i numeri reali, infatti, questa tende ad una costante, detta costante di Chinčin, indipendente dal numero di partenza; più in generale, la media
{\displaystyle K_{p}=\lim _{n\to \infty }\left[{\frac {1}{n}}\sum _{k=1}^{n}a_{k}^{p}\right]^{1/p}}
è (per quasi tutti gli x e per p < 1) indipendente dal numero di partenza. Il limite di Kp, per p che tende a 0, è la costante di Chinčin.

### Alcuni sviluppi particolari
Gli sviluppi di alcuni numeri presentano strutture riconoscibili. Tra di essi vi sono alcune potenze di e:
{\displaystyle e^{1/n}=[1;n-1,1,1,3n-1,1,1,5n-1,1,1,7n-1,1,1,\ldots ],}
{\displaystyle e^{2/n}=[1;{\frac {n-1}{2}},6n,{\frac {5n-1}{2}},1,1,\ldots ,3nk+{\frac {n-1}{2}},6n(2k+1),3nk+{\frac {5n-1}{2}},1,1,\ldots ],}
quest'ultimo per n dispari; come casi particolari si hanno
{\displaystyle e=e^{1}=[2;1,2,1,1,4,1,1,6,1,1,8,1,1,10,1,1,12,1,1,\ldots ],}
{\displaystyle e^{2}=[7;2,1,1,3,18,5,1,1,6,30,8,1,1,9,42,11,1,1,\ldots ,3k,12k+6,3k+2,1,1,\ldots ].}
Altre formule riguardano la tangente e la tangente iperbolica:
{\displaystyle \tanh(1/n)=[0;n,3n,5n,7n,9n,11n,13n,15n,17n,19n,\ldots ],}
{\displaystyle \tan(1/n)=[0;n-1,1,3n-2,1,5n-2,1,7n-2,1,9n-2,1,\ldots ],}
con casi particolari
{\displaystyle \tanh(1)={\frac {e-e^{-1}}{e+e^{-1}}}=[0;1,3,5,7,\ldots ];}
{\displaystyle \tan(1)=[1;1,1,3,1,5,1,7,1,9,1,11,1,13,1,15,1,17,1,19,1,\ldots ].}

## Equazioni diofantee
Le frazioni continue possono essere usate per ottenere soluzioni esplicite di alcune equazioni diofantee: ad esempio il penultimo convergente alla frazione p/q fornisce un'identità di Bézout per p e q, mentre le soluzioni dell'equazione di Pell
{\displaystyle x^{2}-ny^{2}=1}
sono fornite da alcuni convergenti alla frazione continua di {\displaystyle {\sqrt {n}}}. Legendre ideò inoltre un metodo che permette di risolvere l'equazione
{\displaystyle x^{2}+y^{2}=p,}
dove p è un primo nella forma 4k + 1, attraverso i convergenti alla frazione continua di {\displaystyle {\sqrt {p}}}.